# Бэрри, Тревор
Тревор Джордж Бэрри (англ. Trevor George Barry; род. 14 июня 1983, Нассау) — багамский легкоатлет, специалист по прыжкам в высоту. Выступал на профессиональном уровне в 2001—2021 годах, обладатель бронзовой медали чемпионата мира, серебряный призёр Игр Содружества, Центральноамериканских и Карибских игр, многократный чемпион Багамских Островов, участник двух летних Олимпийских игр.

## Биография
Тревор Бэрри родился 14 июня 1983 года в Нассау, Багамские Острова.
Первого серьёзного успеха в лёгкой атлетике на международном уровне добился в сезоне 2001 года, когда вошёл в состав багамской сборной и выступил на CARIFTA Games в Бриджтауне, где в юниорском зачёте прыжков в высоту выиграл серебряную медаль.
В 2002 году в той же дисциплине стал девятым на юниорском первенстве Центральной Америки и Карибского бассейна в Бриджтауне.
В 2004 году среди прочего занял четвёртое место на молодёжном первенстве NACAC в Шербруке.
В 2005 году был четвёртым на домашнем чемпионате Центральной Америки и Карибского бассейна в Нассау.
В 2006 году на Центральноамериканских и Карибских играх в Картахене завоевал серебряную награду в прыжках в высоту и стал шестым в прыжках в длину.
В 2007 году представлял Багамские Острова на Панамериканских играх в Рио-де-Жанейро, показал в прыжках в высоту седьмой результат.
На центральноамериканском и карибском чемпионате 2008 года в Кали получил серебро.
В 2009 году стал четвертым на чемпионате Центральной Америки и Карибского бассейна в Гаване, прыгал на чемпионате мира в Берлине.
В 2010 году участвовал в чемпионате мира в помещении в Дохе, выиграл серебряные медали на Центральноамериканских и Карибских играх в Маягуэсе и на Играх Содружества в Дели.
В 2011 году одержал победу на центральноамериканском и карибском чемпионате в Маягуэсе, с личным рекордом 2,32 завоевал бронзовую награду на чемпионате мира в Тэгу.
В 2012 году был восьмым на чемпионате мира в помещении в Стамбуле. Выполнив олимпийский квалификационный норматив (2,31), в 2012 году удостоился права защищать честь страны на летних Олимпийских играх в Лондоне — на предварительном квалификационном этапе взял высоту в 2,21 метра, чего оказалось недостаточно для выхода в финал.
В 2015 году стал серебряным призёром на чемпионате NACAC в Сан-Хосе, закрыл десятку сильнейших на чемпионате мира в Пекине.
Принимал участие в Олимпийских играх 2016 года в Рио-де-Жанейро — в финале прыжков в высоту показал результат 2,25 метра, расположившись в итоговом протоколе соревнований на 11-й строке.
Завершил спортивную карьеру по окончании сезона 2021 года.